# Kình địch bóng đá Hà Nội – Sông Lam Nghệ An
Kình địch bóng đá Hà Nội – Sông Lam Nghệ An là sự kình địch trong thể thao giữa hai câu lạc bộ bóng đá Hà Nội và Sông Lam Nghệ An.
Đây được xem là một trong những cặp đấu đáng chú ý cũng như nhiều duyên nợ nhất tại Giải bóng đá Vô địch Quốc gia Việt Nam. Cả hai câu lạc bộ đều là những tên tuổi lớn của bóng đá Việt Nam, ở cả cấp độ đội một lẫn các cấp độ đội trẻ với bề dày thành tích đáng nể, vì vậy mỗi cuộc đối đầu giữa hai đội bất kể là ở cấp độ nào đều nhận được sự quan tâm lớn của truyền thông và người hâm mộ cả nước.
Ngoài ra, với sự có mặt đông đảo của cộng đồng người gốc Nghệ Tĩnh sinh sống và làm việc tại thủ đô Hà Nội, Sông Lam Nghệ An luôn nhận được sự ủng hộ to lớn với "biển" người hâm mộ sẵn sàng phủ vàng khán đài sân Hàng Đẫy để biến nó trở thành một "chảo lửa thành Vinh" ngay trên đất khách.

## Thông tin về hai đội

### Hà Nội
- Tên đầy đủ: Câu lạc bộ bóng đá Hà Nội
- Tên viết tắt: HNFC
- Thành lập: 18 tháng 6 năm 2006; 19 năm trước (với tên Câu lạc bộ bóng đá T&T Hà Nội)
- Sân vận động: Hàng Đẫy
- Sức chứa: 22.500
- Màu truyền thống:  Tím

### Sông Lam Nghệ An
- Tên đầy đủ: Câu lạc bộ bóng đá Sông Lam Nghệ An
- Tên viết tắt: SLNA
- Thành lập: 28 tháng 2 năm 1979; 46 năm trước (với tên Đội bóng đá Sông Lam Nghệ Tĩnh)
- Sân vận động: Vinh
- Sức chứa: 18.000
- Màu truyền thống:  Vàng

## Đối đầu cấp độ đội một
Lưu ý: Phần in đậm thể hiện đội chiến thắng
| #  | Ngày                 | Nhà               | Tỷ số       | Khách             | Giải đấu                 |
| -- | -------------------- | ----------------- | ----------- | ----------------- | ------------------------ |
| 1  | 10 tháng 5 năm 2009  | Sông Lam Nghệ An1 | 2–1         | T&T Hà Nội        | Vô địch Quốc gia 2009    |
| 2  | 16 tháng 8 năm 2009  | T&T Hà Nội        | 1–1         | Sông Lam Nghệ An  | Vô địch Quốc gia 2009    |
| 3  | 18 tháng 4 năm 2010  | Hà Nội T&T        | 0–0         | Sông Lam Nghệ An  | Vô địch Quốc gia 2010    |
| 4  | 1 tháng 8 năm 2010   | Sông Lam Nghệ An  | 0–0         | Hà Nội T&T        | Vô địch Quốc gia 2010    |
| 5  | 9 tháng 1 năm 2011   | Hà Nội T&T1       | 2–2 (4–2 p) | Sông Lam Nghệ An  | Siêu cúp Quốc gia 2010   |
| 6  | 5 tháng 4 năm 2011   | Hà Nội T&T        | 0–0         | Sông Lam Nghệ An  | Vô địch Quốc gia 2011    |
| 7  | 21 tháng 8 năm 2011  | Sông Lam Nghệ An  | 1–1         | Hà Nội T&T        | Vô địch Quốc gia 2011    |
| 8  | 15 tháng 1 năm 2012  | Sông Lam Nghệ An  | 2–2         | Hà Nội T&T        | Vô địch Quốc gia 2012    |
| 9  | 14 tháng 5 năm 2012  | Hà Nội T&T        | 2–6         | Sông Lam Nghệ An2 | Vô địch Quốc gia 2012    |
| 10 | 7 tháng 4 năm 2013   | Hà Nội T&T        | 2–2         | Sông Lam Nghệ An  | Vô địch Quốc gia 2013    |
| 11 | 11 tháng 8 năm 2013  | Sông Lam Nghệ An  | 0–0         | Hà Nội T&T        | Vô địch Quốc gia 2013    |
| 12 | 12 tháng 7 năm 2014  | Hà Nội T&T        | 2–2         | Sông Lam Nghệ An  | Vô địch Quốc gia 2014    |
| 13 | 19 tháng 7 năm 2014  | Sông Lam Nghệ An  | 1–1         | Hà Nội T&T        | Vô địch Quốc gia 2014    |
| 14 | 6 tháng 2 năm 2015   | Sông Lam Nghệ An3 | 2–0         | Hà Nội T&T        | Vô địch Quốc gia 2015    |
| 15 | 9 tháng 8 năm 2015   | Hà Nội T&T2       | 1–0         | Sông Lam Nghệ An  | Vô địch Quốc gia 2015    |
| 16 | 25 tháng 6 năm 2016  | Sông Lam Nghệ An  | 1–3         | Hà Nội T&T3       | Vô địch Quốc gia 2016    |
| 17 | 24 tháng 7 năm 2016  | Hà Nội T&T4       | 1–0         | Sông Lam Nghệ An  | Vô địch Quốc gia 2016    |
| 18 | 14 tháng 4 năm 2017  | Hà Nội5           | 1–0         | Sông Lam Nghệ An  | Vô địch Quốc gia 2017    |
| 19 | 10 tháng 9 năm 2017  | Sông Lam Nghệ An  | 1–2         | Hà Nội6           | Vô địch Quốc gia 2017    |
| 20 | 30 tháng 5 năm 2018  | Sông Lam Nghệ An  | 1–2         | Hà Nội7           | Vô địch Quốc gia 2018    |
| 21 | 9 tháng 9 năm 2018   | Hà Nội8           | 2–0         | Sông Lam Nghệ An  | Vô địch Quốc gia 2018    |
| 22 | 7 tháng 4 năm 2019   | Hà Nội9           | 4–0         | Sông Lam Nghệ An  | Vô địch Quốc gia 2019    |
| 23 | 19 tháng 9 năm 2019  | Sông Lam Nghệ An  | 0–1         | Hà Nội10          | Vô địch Quốc gia 2019    |
| 24 | 18 tháng 6 năm 2020  | Hà Nội            | 0–1         | Sông Lam Nghệ An4 | Vô địch Quốc gia 2020    |
| 25 | 31 tháng 7 năm 2022  | Hà Nội11          | 2–1         | Sông Lam Nghệ An  | Vô địch Quốc gia 2022    |
| 26 | 26 tháng 8 năm 2022  | Sông Lam Nghệ An  | 1–1         | Hà Nội            | Vô địch Quốc gia 2022    |
| 27 | 2 tháng 7 năm 2023   | Hà Nội            | 0–1         | Sông Lam Nghệ An5 | Vô địch Quốc gia 2023    |
| 28 | 10 tháng 12 năm 2023 | Hà Nội12          | 2–0         | Sông Lam Nghệ An  | Vô địch Quốc gia 2023–24 |
| 29 | 4 tháng 5 năm 2024   | Sông Lam Nghệ An  | 1–1         | Hà Nội            | Vô địch Quốc gia 2023–24 |
| 30 | 9 tháng 2 năm 2025   | Hà Nội13          | 3–0         | Sông Lam Nghệ An  | Vô địch Quốc gia 2024–25 |
| 31 | 10 tháng 5 năm 2025  | Sông Lam Nghệ An  | 1–2         | Hà Nội14          | Vô địch Quốc gia 2024–25 |

## Đối đầu cấp độ đội trẻ
Đây là một danh sách chưa hoàn tất, và có thể sẽ không bao giờ thỏa mãn yêu cầu hoàn tất. Bạn có thể đóng góp bằng cách mở rộng nó bằng các thông tin đáng tin cậy.
Lưu ý: Phần in đậm thể hiện đội chiến thắng
| Ngày                 | Cấp độ | Vòng đấu  | Nhà              | Tỷ số        | Khách            |
| -------------------- | ------ | --------- | ---------------- | ------------ | ---------------- |
| 22 tháng 3 năm 2011  | U-19   | Chung kết | Hà Nội T&T       | 1–1 (7–6 p)  | Sông Lam Nghệ An |
| ? tháng 3 năm 2012   | U-19   | Vòng loại | Hà Nội T&T       | ?–?          | Sông Lam Nghệ An |
| 31 tháng 3 năm 2012  | U-19   | Vòng loại | Sông Lam Nghệ An | 1–1          | Hà Nội T&T       |
| 3 tháng 10 năm 2013  | U-21   | Bán kết   | Hà Nội T&T       | 2–1          | Sông Lam Nghệ An |
| 13 tháng 3 năm 2014  | U-19   | Vòng bảng | Sông Lam Nghệ An | 1–1          | Hà Nội T&T       |
| 21 tháng 3 năm 2014  | U-19   | Chung kết | Hà Nội T&T       | 0–0 (5–4 p)  | Sông Lam Nghệ An |
| 3 tháng 10 năm 2014  | U-21   | Vòng bảng | Hà Nội T&T       | 2–0          | Sông Lam Nghệ An |
| 12 tháng 10 năm 2014 | U-21   | Chung kết | Sông Lam Nghệ An | 1–0          | Hà Nội T&T       |
| 12 tháng 3 năm 2015  | U-19   | Vòng bảng | Sông Lam Nghệ An | 0–2          | Hà Nội T&T       |
| 26 tháng 1 năm 2016  | U-19   | Vòng loại | Hà Nội T&T       | 3–3          | Sông Lam Nghệ An |
| 23 tháng 2 năm 2016  | U-19   | Vòng loại | Sông Lam Nghệ An | 1–2          | Hà Nội T&T       |
| 10 tháng 10 năm 2016 | U-21   | Vòng loại | Sông Lam Nghệ An | 0–1          | Hà Nội T&T       |
| 10 tháng 1 năm 2017  | U-19   | Vòng loại | Hà Nội           | 2–1          | Sông Lam Nghệ An |
| 9 tháng 3 năm 2017   | U-19   | Vòng loại | Sông Lam Nghệ An | 1–0          | Hà Nội T&T       |
| 24 tháng 3 năm 2017  | U-19   | Vòng bảng | Sông Lam Nghệ An | 0–1          | Hà Nội           |
| 13 tháng 3 năm 2018  | U-19   | Bán kết   | Hà Nội           | 1–1 (4–2 p)  | Sông Lam Nghệ An |
| 11 tháng 3 năm 2019  | U-19   | Vòng bảng | Sông Lam Nghệ An | 1–1          | Hà Nội           |
| 2 tháng 8 năm 2019   | U-11   | Chung kết | Sông Lam Nghệ An | 4–0          | Hà Nội           |
| 29 tháng 9 năm 2019  | U-21   | Vòng loại | Hà Nội           | 3–0          | Sông Lam Nghệ An |
| 14 tháng 10 năm 2020 | U-13   | Bán kết   | Sông Lam Nghệ An | 2–0          | Hà Nội           |
| 9 tháng 4 năm 2021   | U-19   | Tứ kết    | Hà Nội           | 3–5          | Sông Lam Nghệ An |
| 23 tháng 12 năm 2021 | U-21   | Vòng bảng | Sông Lam Nghệ An | 0–1          | Hà Nội           |
| 26 tháng 3 năm 2022  | U-19   | Vòng bảng | Sông Lam Nghệ An | 0–0          | Hà Nội           |
| 15 tháng 7 năm 2022  | U-13   | Chung kết | Sông Lam Nghệ An | 2–0          | Hà Nội           |
| 12 tháng 8 năm 2022  | U-15   | Vòng bảng | Sông Lam Nghệ An | 2–1          | Hà Nội           |
| 2 tháng 9 năm 2022   | U-17   | Vòng bảng | Sông Lam Nghệ An | 3–0          | Hà Nội           |
| 19 tháng 2 năm 2023  | U-17   | Vòng loại | Hà Nội           | 0–2          | Sông Lam Nghệ An |
| 4 tháng 3 năm 2023   | U-17   | Vòng loại | Sông Lam Nghệ An | 2–2          | Hà Nội           |
| 17 tháng 3 năm 2023  | U-17   | Tứ kết    | Sông Lam Nghệ An | 4–0          | Hà Nội           |
| 2 tháng 5 năm 2023   | U-19   | Bán kết   | Hà Nội           | 1–1 (4–5 p)  | Sông Lam Nghệ An |
| 15 tháng 8 năm 2023  | U-15   | Vòng bảng | Hà Nội           | 3–1          | Sông Lam Nghệ An |
| 29 tháng 9 năm 2023  | U-21   | Bán kết   | Hà Nội           | 1–2          | Sông Lam Nghệ An |
| 3 tháng 3 năm 2024   | U-19   | Bán kết   | Sông Lam Nghệ An | 1–1 (9–10 p) | Hà Nội           |
| 5 tháng 7 năm 2024   | U-13   | Vòng bảng | Sông Lam Nghệ An | 2–0          | Hà Nội           |
| 13 tháng 7 năm 2024  | U-13   | Chung kết | Sông Lam Nghệ An | 4–0          | Hà Nội           |
| 19 tháng 7 năm 2024  | U-17   | Tứ kết    | Hà Nội           | 2–1          | Sông Lam Nghệ An |
| 23 tháng 8 năm 2024  | U-9    | Bán kết   | Hà Nội           | 1–4          | Sông Lam Nghệ An |

## Số liệu thống kê

### Danh hiệu
| Hà Nội  | Giải đấu                   | Sông Lam Nghệ An |
| Đội một | Đội một                    | Đội một          |
| ------- | -------------------------- | ---------------- |
| 6       | Vô địch Quốc gia           | 3                |
| 3       | Cúp Quốc gia               | 3                |
| 5       | Siêu cúp Quốc gia          | 4                |
| Đội trẻ |                            |                  |
| 1       | Đại hội Thể thao toàn quốc | 2                |
| 6       | U-21 Quốc gia              | 5                |
| 7       | U-19 Quốc gia              | 5                |
| 1       | U-17 Quốc gia              | 8                |
| 0       | U-15 Quốc gia              | 5                |
| 0       | U-13 Quốc gia              | 12               |
| 0       | U-11 Quốc gia              | 7                |
| 1       | U-9 Quốc gia               | 2                |